# فالديليناريس

فالديليناريس هي بلدية ومنتجع تزلج يقع في مقاطعة طرويل، منطقة أرغون، إسبانيا.